# Graminicole rayée
Schoenicola striatus
Espèce
Synonymes
- Chaetornis striata (Jerdon, 1841)[1]

Statut de conservation UICN

 VU A2c+3c+4c;C2a(i) : Vulnérable
La Graminicole rayée (Schoenicola striatus) est une espèce de passereaux du sous-continent indien.

## Taxonomie
À la suite de la réorganisation de la famille des Locustellidae, l'espèce a été rattachée au genre Schoenicola par la classification de référence du Congrès ornithologique international (version 8.2, 2018). Elle était auparavant l'unique espèce de l'ancien genre Chaetornis, c'est pourquoi on peut trouver chez certaines sources le nom Chaetornis striata.